# COMBOX
COMBOX war ein intelligentes Kommunikationssystem der Bundeswehr im Format eines 5¼-Zoll-Laufwerkes und diente der Ankopplung von Rechnersystemen an Kommunikationsnetze. Die COMBOX war einsetzbar bei Rechnern mit SCSI-Anschluss. Hersteller des Gerätes war die Siemens AG in Unterschleißheim.
Die Einsatzmöglichkeiten betrafen die Rechner DEC 5000 / Ultrix mit Betriebssystemen PC/MS-DOS oder PC/LYNX OS. In Verbindung mit anwenderspezifischer Software konnte die COMBOX eigenständige Kommunikationsprotokolle ohne Belastung des Host-Rechners bearbeiten.
Es gab drei Gerätevarianten: „Steuerung“, „Netz“ und „Schnittstellen“. Das Steuermodul war als zentrale Verarbeitungseinheit obligatorisch. Anwendungsspezifische Netz- und Schnittstellenmodule waren SCSI, V.24 Funk, V.24 HDLC, X.21 und LAN.
Die Hardware der COMBOX bestand aus einer 80386SX-CPU mit 16 MHz und 4 MB RAM sowie 3 MB Flash-PROM, 8 DMA-Kanäle sowie eine serielle Schnittstelle 10 Mbit/s synchron und 2 Mbit/s asynchron.
Die Bundeswehr nutzte Mitte der 1990er Jahre etwa 600 Subsysteme in den Systemen HEROS (Heeres-Führungsinformationssysteme für die rechnergestützte Operationsführung in Stäben) und HFlaAFüSys (Heeresflugabwehraufklärungs- und Führungssystem).